# Vláda Naftali Bennetta
Vláda Naftali Bennetta je v pořadí 36. izraelskou vládou, která úřaduje od 13. června 2021. Po dvanácti letech se jedná o vládu, kterou nesestavoval Benjamin Netanjahu. Vláda je tvořena celkem osmi subjekty napříč celým politickým spektrem, historicky poprvé je součástí vlády i arabská strana.
Premiérem byl jmenován Naftali Bennett, kterého měl 27. srpna 2023 vystřídat Ja'ir Lapid, avšak kvůli rozpadu koalice Lapid nastoupil do úřadu premiéra 30. června 2022. Vládnout má do parlamentních voleb, které jsou plánovány na 1. listopad 2022.

## Seznam členů vlády
| Úřad                                                             | Člen vlády          | Subjekt                | Nástup do úřadu | Odchod z úřadu |
| ---------------------------------------------------------------- | ------------------- | ---------------------- | --------------- | -------------- |
| Premiér Ministr pro záležitosti společnosti                      | Naftali Bennett     | Jamina                 | 13. června 2021 | úřadující      |
| Alternující premiér Ministr zahraničních věcí                    | Ja'ir Lapid         | Ješ atid               | 13. června 2021 | úřadující      |
| Místopředseda vlády Ministr obrany                               | Binjamin Ganc       | Kachol lavan           | 13. června 2021 | úřadující      |
| Místopředseda vlády Ministr spravedlnosti                        | Gid'on Sa'ar        | Nová naděje            | 13. června 2021 | úřadující      |
| Ministryně absorpce imigrantů                                    | Pnina Tamano-Šata   | Kachol lavan           | 13. června 2021 | úřadující      |
| Ministr diaspory                                                 | Nachman Šaj         | Izraelská strana práce | 13. června 2021 | úřadující      |
| Ministryně dopravy                                               | Merav Micha'eli     | Izraelská strana práce | 13. června 2021 | úřadující      |
| Ministryně ekonomiky a průmyslu                                  | Orna Barbiv'aj      | Ješ atid               | 13. června 2021 | úřadující      |
| Ministr energetiky a vodních zdrojů                              | Karin Elharar       | Ješ atid               | 13. června 2021 | úřadující      |
| Ministr financí                                                  | Avigdor Lieberman   | Jisra'el bejtenu       | 13. června 2021 | úřadující      |
| Ministr komunikací                                               | Jo'az Hendel        | Nová naděje            | 13. června 2021 | úřadující      |
| Ministr kultury a sportu                                         | Chili Troper        | Kachol lavan           | 13. června 2021 | úřadující      |
| Ministr náboženských služeb                                      | Matan Kahana        | Jamina                 | 13. června 2021 | úřadující      |
| Ministryně ochrany životního prostředí                           | Tamar Zandberg      | Merec                  | 13. června 2021 | úřadující      |
| Ministr práce, sociální péče a sociálních služeb                 | Me'ir Kohen         | Ješ atid               | 13. června 2021 | úřadující      |
| Ministryně pro sociální rovnost                                  | Mejrav Kohen        | Ješ atid               | 13. června 2021 | úřadující      |
| Ministr regionální spolupráce                                    | Ísaví Farídž        | Merec                  | 13. června 2021 | úřadující      |
| Ministryně školství                                              | Jif'at Saša-Biton   | Nová naděje            | 13. června 2021 | úřadující      |
| Ministr turismu                                                  | Jo'el Razvozov      | Ješ atid               | 13. června 2021 | úřadující      |
| Ministryně vědy a technologie                                    | Orit Farkaš-Hakohen | Kachol lavan           | 13. června 2021 | úřadující      |
| Ministryně vnitra                                                | Ajelet Šakedová     | Jamina                 | 13. června 2021 | úřadující      |
| Ministr vnitřní bezpečnosti                                      | Omer Bar-Lev        | Izraelská strana práce | 13. června 2021 | úřadující      |
| Ministr výstavby a bydlení Ministr pro záležitosti Jeruzaléma    | Ze'ev Elkin         | Nová naděje            | 13. června 2021 | úřadující      |
| Ministr zdravotnictví                                            | Nican Horowitz      | Merec                  | 13. června 2021 | úřadující      |
| Ministr zemědělství Ministr rozvoje periferie, Negevu a Galileje | Oded Forer          | Jisra'el bejtenu       | 13. června 2021 | úřadující      |
| Ministr zpravodajských služeb                                    | El'azar Štern       | Ješ atid               | 13. června 2021 | úřadující      |

### Náměstci
| Úřad                                      | Jméno           | Subjekt                       | Nástup do úřadu | Odchod z úřadu |
| ----------------------------------------- | --------------- | ----------------------------- | --------------- | -------------- |
| Náměstek premiéra pro arabské záležitosti | Mansúr Abbás    | Sjednocená arabská kandidátka | 13. června 2021 | úřadující      |
| Náměstek premiéra pro ekonomické reformy  | Abir Kara       | Jamina                        | 13. června 2021 | úřadující      |
| Náměstek ministra obrany                  | Alon Schuster   | Kachol lavan                  | 13. června 2021 | úřadující      |
| Náměstek ministra zahraničních věcí       | Idan Roll       | Ješ atid                      | 13. června 2021 | úřadující      |
| Náměstek ministra vnitřní bezpečnosti     | Yoav Segalovich | Ješ atid                      | 13. června 2021 | úřadující      |

## Hlasování o důvěře
Hlasování o důvěře Bennettově vládě proběhlo v Knesetu 13. června 2021, pro schválení vlády je potřeba nadpoloviční většina ze 120 hlasů. Pro se vyslovilo 60 hlasů, proti 59, poslanec Sjednocené arabské kandidátky Saeed al-Harumi se zdržel hlasování, vládě tedy byla vyhlášena důvěra nejtěsnějším možným poměrem 60:59.